# مبادی ریاضیات

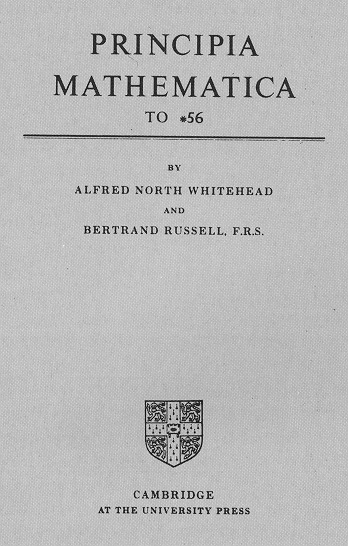
صفحه عنوان نسخه کوتاه شده مبادی ریاضیات

مبادی ریاضیات کتابی است در سه جلد نوشته برتراند راسل و آلفرد نورث وایتهد. این کتاب در ۱۹۱۰ و ۱۹۱۲ و ۱۹۱۳ منتشر شد. در ۱۹۲۷ ویراست دوم آن با مقدمه‌ای مهم منتشر شد. هدف این کتاب پایه‌گذاری تمام دانش ریاضیات بر چند اصل موضوع و با کاربردن قواعد منطق صوری است.